# Ка Булгарон (Ровиго)
Ка Булгарон је насеље у Италији у округу Ровиго, региону Венето.
Према процени из 2011. у насељу је живело 24 становника. Насеље се налази на надморској висини од 7 м.